# Jakov Ignjatović
Jakov Ignjatović (ur. 8 grudnia 1822 w Szentendre, zm. 5 lipca 1889 w Nowym Sadzie) – serbski pisarz i publicysta.
Z zawodu był prawnikiem. Jest uznawany za prekursora serbskiego realizmu i twórcę serbskiej powieści realistycznej, głosił potrzebę stworzenia narodowej powieści społeczno-obyczajowej. Napisał m.in. powieści Milan Narandžić (1860), Čudan svet (1869), Trpen spasen (1874–1875), Stari i novi majstori (1883) i opowiadania Jedna ženidba (1862) i Uveo listak (1878), w których stworzył galerię barwnych postaci i przedstawił środowisko serbskiego mieszczaństwa, upadek i zanik starego  patriarchalnego świata oraz przemiany w obyczajowości. Był członkiem Serbskiej Akademii Nauk i Sztuk i działaczem politycznym – serbskim posłem w węgierskim parlamencie.